# Egyptian Basketball Federation
Der Ägyptische Basketballverband (englisch: Egyptian Basketball Federation / EBBFED; arabisch الاتحاد المصري لكرة السلة, DMG al-Ittiḥād al-Miṣrī li-Kurat as-Salla) ist der nationale Dachverband für Basketball in Ägypten. Der Verband ist auch für die Aktivitäten der Nationalmannschaft der Herren und Damen und für den Jugendbereich zuständig. Der Sitz des Verbandes ist in Kairo.

## Geschichte
Der Verband wurde 1934 gegründet und schloss sich ebenfalls 1934 dem internationalen Basketballverbandes FIBA an. Zuerst gehörte der Verband zur FIBA Europa und erst ab 1961 zum neu gegründeten Kontinentalverband FIBA Afrika. 

## Präsidenten des Basketballverbandes
| Name                                 | von  | bis  | Beleg       |
| ------------------------------------ | ---- | ---- | ----------- |
| Magdy Abofrekha / Majdi Abu Farikhah | 2012 | 2024 | [ 1 ] [ 2 ] |
| Mahmoud Ahmed Ali                    | 2003 | 2012 | [ 2 ]       |
| Mahmoud Abdul Samad Al Habashi       | 2000 | 2003 | [ 2 ]       |
| Mahmoud Ahmed Ali                    | 1996 | 2000 | [ 2 ]       |
| Muhammad Hassanein Imran             | 1988 | 1996 | [ 2 ]       |
| Medhat Youssef                       | 1988 | 1988 | [ 2 ]       |
| Youssef Kamal Abov                   | 1985 | 1988 | [ 2 ]       |
| Abdel Azim Ashry                     | 1972 | 1985 | [ 3 ] [ 4 ] |
| Abdel Moneim Wahibi                  | 1969 | 1972 | [ 4 ]       |
| Abdul Mohsen Abu Al-Nour             | 1965 | 1969 | [ 2 ]       |
| Hussein Kamel Montaser               | 1963 | 1965 | [ 2 ]       |
| Abdel Moneim Wahibi                  | 1960 | 1963 | [ 2 ]       |
| Abdul Latif Abu Rajila               | 1958 | 1960 | [ 2 ]       |
| Abdel Moneim Wahibi                  | 1957 | 1958 | [ 2 ]       |
| Jamal Salem                          | 1953 | 1957 | [ 2 ]       |
| Abdel Moneim Wahibi                  | 1952 | 1953 | [ 2 ]       |
| Muhammad Mr. Shaheen Pasha           | 1948 | 1952 | [ 2 ]       |
| ?                                    | 1943 | 1948 | [ 2 ]       |
| Benalian Benson                      | 1937 | 1943 | [ 2 ]       |
| Muhammad Bey Hussain                 | 1935 | 1937 | [ 2 ]       |
| Jack Gohar                           | 1925 | 1935 | [ 2 ]       |

## Liste von Vizepräsidenten
| Name             | von  | bis  | Beleg |
| ---------------- | ---- | ---- | ----- |
| Amr Mouselhy     |      |      | [ 5 ] |
| Abdel Azim Ashry | 1971 | 1971 | [ 6 ] |